# Hiisi
Hiisi ist ein dämonischer Waldgeist oder Troll aus der finnischen Mythologie, der von einer Reihe niederer Geister unterstützt wird. Auch in Estland und Karelien bis hin zum Weißen Meer ist die Figur bekannt.
Hiisi, Sohn des Riesen Kaleva, wohnt im Wald an versteckten Anbetungsstätten und ist Zähmer und Bezwinger der wilden Tiere. Er ist eine Erscheinungsform von Lempo, dem Gott der Bosheit. Zusammen mit dem Dämon Paha sorgte er (im 8. Gesang des Kalevala) dafür, dass Väinämöinen sich mit seiner Axt selbst verletzte, als dieser ein Boot für die Nordlandstochter baute. Im 13. und 14. Gesang des Kalevala verfolgt Lemminkäinen Hiisis Elch (oder Hirsch). Dabei handelt es sich möglicherweise um eine Variante des astralmythischen Themas der ewigen Himmelsjagd und des uralten eurasischen Hirschkults.
Die altfinnische Götter- bzw. Geisterwelt trug nie so personifiziert-plastische Züge wie etwa die griechischen Götter. Doch wurde seit der Christianisierung Hiisi lange als Fürst der Verderben bringenden Geister und als destruktive Gegenfigur zu Jumala Luoja (Gott Luoja), dem Schöpfergott, angesehen.
Die finnische Volksmythologie unterschied Wald-, Wasser- und Berghiisis. Viele Ortsnamen beginnen mit Hiiden, der Genitivform des Wortes Hiisi: Hiidenjärvi, Hiidenvesi, Hiidenlehto, Hiidenkari, Hiidenkylä. Der Ausdruck hiidenkirnu (Gletschertopf, „Butterfass des Hiisi“) bezeichnet eine schmale und tiefe Kluft in einem Felsen. Darin machten die Hiisis Butter und kochten Suppe aus Fröschen oder Eidechsen.